# Taça Tupi
Taça Tupi – organizowany przez Confederação Brasileira de Rugby drugi poziom męskich rozgrywek ligowych rugby union we Brazylii. Zmagania toczą się cyklicznie (co sezon) systemem kołowym od 2014 roku.
W roli drugiego poziomu brazylijskich rozgrywek zastąpił od edycji 2014 Copa do Brasil de Rugby. Triumfator Taça Tupi uzyskuje automatyczny awans do następnej edycji Campeonato Brasileiro de Rugby, zaś jego finalista rozgrywa baraż z przedostatnim zespołem najwyższej klasy rozgrywkowej.

## Zwycięzcy
| Sezon | Zwycięzca     | Źródło |
| ----- | ------------- | ------ |
| 2014  | Jacareí Rugby |        |
| 2015  | Niterói       |        |